# تايمز أوف إينديا
تايمز أوف إينديا (بالإنجليزية: The Times of India)‏ هي صحيفة تأسست في 3 نوفمبر 1838 تحت اسم بومباي تايمز ومجلة التجارة، للمقيمين البريطانيين غرب الهند خلال الحكم البريطاني. اعتمد اسمها الحالي في عام 1861. كان مصمما أصلا على أنها صحيفة نصف شهرية تصدر كل يوم أربعاء وسبت. وصارت تشر يوميا منذ عام 1850. في البداية كان يسيطر عليه من قبل ناشر بريطاني، ايفورس. ياهو، والذي تخلى عن الحقوق في عام 1950.

## روابط خارجية
- تايمز أوف إينديا على موقع الموسوعة البريطانية (الإنجليزية)